# STX Entertainment
STX Financing, LLC (tên kinh doanh là STX Entertainment, viết cách điệu STX ENTERTAINMENT) là một công ty giải trí của Mỹ thành lập ngày 10 tháng 3 năm 2014 bởi Robert Simonds và Bill McGlashan. Công ty chuyên về sản xuất phim điện ảnh và truyền hình cũng như các sản phẩm phương tiện số.

## Lịch sử
Năm 2012, Simonds và McGlashan, những người đứng đầu của TPG Growth, bàn bạc về khả năng tạo lợi nhuận khi sản xuất những phim điện ảnh với một ngôi sao và khoản kinh phí trung bình (trong khoảng 20–60 triệu USD), một điều mà chưa một hãng làm phim Hollywood nào làm được. Các cuộc nói chuyện đã dẫn tới việc thành lập STX Entertainment vào năm 2014, với sứ mệnh bỏ vốn, phát triển, sản xuất, chiếm lĩnh thị trường và phân phối từ 8 đến 10 phim điện ảnh kinh phí trung bình có sự tham gia của các ngôi sao lớn trong một năm. Tới tháng 3 năm 2015, STX xác nhận một hợp đồng với công ty sản xuất phim điện ảnh Trung Quốc Huayi Bros. để hợp tác bỏ vốn ít nhất 18 phim điện ảnh trong thời hạn ba năm kể từ 2016.
STX đã có thỏa thuận phân phối trực tiếp với nhiều hệ thống rạp tại Bắc Mỹ như AMC, Regal, Cinemark, Marcus Theatres và Carmike Cinemas. Tháng 1 năm 2015, STX ký một thỏa thuận truyền hình dài hạn để phát hành các phim điện ảnh của hãng độc quyền trên kênh truyền hình cáp Showtime Networks từ năm 2015 cho tới hết năm 2019. Tháng 4 năm, 2015, STX xác nhận liên doanh dài hạn với Universal Studios Home Entertainment, với Universal chịu trách nhiệm quảng bá, thương mại và phân phối các dịch vụ Blu-ray, DVD và VOD cho các tác phẩm điện ảnh của STX tại Bắc Mỹ.

## Công ty con
- STX Motion Picture Group
- STX Non-Scripted and Alternative Programming
- STX Family
- STX Digital
- STX International
- STX VR and Immersive Entertainment
  - STX Surreal (trước đây là Surreal Inc.)[10]

## Danh sách phim

### Phim điện ảnh
| Năm  | Phim                                 | Ngày phát hành       | Doanh thu phòng vé | Doanh thu phòng vé |
| Năm  | Phim                                 | Ngày phát hành       | Kinh phí           | Doanh thu          |
| ---- | ------------------------------------ | -------------------- | ------------------ | ------------------ |
| 2015 | Món quà bí ẩn                        | 7 tháng 8 năm 2015   | 5 triệu USD        | 59 triệu USD       |
| 2015 | Bí mật sau ánh mắt                   | 20 tháng 11 năm 2015 | 19,5 triệu USD     | 34,9 triệu USD     |
| 2016 | Cậu bé ma                            | 22 tháng 1 năm 2016  | 10 triệu USD       | 64,2 triệu USD     |
| 2016 | Hardcore Henry                       | 8 tháng 4 năm 2016   | 2 triệu USD        | 16,8 triệu USD     |
| 2016 | Free State of Jones                  | 24 tháng 6 năm 2016  | 50 triệu USD       | 25 triệu USD       |
| 2016 | Những bà mẹ "ngoan"                  | 29 tháng 7 năm 2016  | 20 triệu USD       | 183,9 triệu USD    |
| 2016 | Desierto                             | 14 tháng 10 năm 2016 | 3 triệu USD        | 3 triệu USD        |
| 2016 | The Edge of Seventeen                | 18 tháng 11 năm 2016 | 9 triệu USD        | 18,8 triệu USD     |
| 2017 | The Bye Bye Man                      | 13 tháng 1 năm 2017  | 7,4 triệu USD      | 26,7 triệu USD     |
| 2017 | Khoảng cách giữa chúng ta            | 3 tháng 2 năm 2017   | 30 triệu USD       | 14,8 triệu USD     |
| 2017 | Their Finest                         | 7 tháng 4 năm 2017   | 39 triệu USD       | 12,3 triệu USD     |
| 2017 | Vòng xoay ảo                         | 28 tháng 4 năm 2017  | 18 triệu USD       | 40,6 triệu USD     |
| 2017 | Valerian và thành phố ngàn hành tinh | 21 tháng 7 năm 2017  | 177,2 triệu USD    | 225,2 triệu USD    |
| 2017 | Kẻ ngoại tộc                         | 13 tháng 10 năm 2017 | 35 triệu USD       | 140,4 triệu USD    |
| 2017 | A Bad Moms Christmas                 | 1 tháng 11 năm 2017  | 28 triệu USD       | 125,8 triệu USD    |
| 2017 | Molly's Game                         | 25 tháng 12 năm 2017 | 30 triệu USD       | 16,2 triệu USD     |

### Phim truyền hình
| Năm  | Tên                       | Ngày bắt đầu         | Ngày kết thúc       | Số lượng | Số lượng | Phân phối                            |
| Năm  | Tên                       | Ngày bắt đầu         | Ngày kết thúc       | Mùa      | Tập      | Phân phối                            |
| ---- | ------------------------- | -------------------- | ------------------- | -------- | -------- | ------------------------------------ |
| 2014 | State of Affairs          | 17 tháng 11 năm 2014 | 16 tháng 2 năm 2015 | 1        | 13       | NBCUniversal Television Distribution |
| 2016 | True Life: We Are Orlando | 15 tháng 8 năm 2016  | 15 tháng 8 năm 2016 | 1 tập    | 1 tập    | Viacom Media Networks                |
| 2016 | Number One Surprise       | 21 tháng 11 năm 2016 | chưa rõ             | chưa rõ  | chưa rõ  | Hunan TV Mango TV PPTV               |